# Петрелла, Эррико
Эррико Петрелла (итал. Errico Petrella; 10 декабря 1813 года, Палермо, королевство Сицилия — 7 апреля 1877 года, Генуя, королевство Италия) — итальянский композитор, автор многочисленных опер.

## Биография
Эррико Петрелла родился в Палермо, в королевстве Сицилия 10 декабря 1813 года. Обучался музыке у Саверио дель Джудиче. Продолжил образование в Неаполе, где был учеником знаменитого Николо Антонио Дзингарелли и Джованни Фурно. Познакомился с земляком, Винченцо Беллини, который стал его «учителем» в консерватории. В 1828 году, в возрасте 15 лет, дебютировал в Неаполе, с оперой-буфф «Красный, цвет дьявола» (итал. Il diavolo color di rosa). Опера получила признание публики. Затем последовали оперы «В день свадьбы» (итал. Il giorno delle nozze) и «Мошенник» (итал. Lo scroccone), укрепившие материальное положение молодого композитора. Его опера «Испанские пираты» (итал. I pirati spagnoli) вызвала восхищение у Гаэтано Доницетти, в то время преподававшего в консерватории в Неаполе. В 1839 году Эррико Петрелла сочинил оперы «Копи Фрайнберга» (итал. Le miniere di Freinberg) и «Чимодочеа» (итал. Cimodocea); последнюю композитор написал, вдохновленный рассказом Франсуа-Рене де Шатобриана. С 1829 по 1839 год все оперы Эррико Петрелла ставились на сцене театра Сан-Карло в Неаполе.
В течение следующих одиннадцати лет, композитор занимался педагогической деятельностью, давая частные уроки музыки. В 1850 году премьера его новой оперы «Меры предосторожности, или Карнавал в Венеции» (итал. Le precauzioni ossia Il carnevale di Venezia) имела большой зрительский успех, став одной из лучших опер-буфф в истории оперы. Известно о соперничестве издателей Эррико Петреллы и другого итальянского оперного композитора того времени, Джузеппе Верди.
В 1851 году с большим успехом прошла премьера ещё одной его оперы — «Марко Висконти» (итал. Marco Visconti). За ней последовали в 1856 году «Осада Лейдена» (итал. L’assedio di Leida) и в 1858 году «Иона, или Последний день Помпей» (итал. Jone). После премьеры последней оперы в театре Ла Скала в Милане 26 января 1858 года, Эррико Петрелла был признан одним из первых композиторов Италии. Особой популярностью у зрителей пользовалась финальная сцена — извержение вулкана Везувий с известным похоронным маршем. В июле 1858 года, представление этой оперы в Падуе прошло без похоронного марша, потому что военный оркестр, который должен был исполнять его, находился на военных учениях, готовясь к очередной войне за независимость Италии. И именно накануне этого события, 18 мая 1859 года состоялось представление оперы в Генуе, на котором присутствовал император Наполеон III, прибывший к королю Виктору Эммануилу I, чтобы поддержать его в войне против Австрии.
В 1864 году в Турине премьера оперы «Графиня де Амальфи» (итал. La contessa di Amalfi) также имела огромный зрительский успех. Следом, в 1869 году композитор написал оперы «Екатерина Говард» (итал. Caterina Howard) и «Иоанна Неаполитанская» (итал. Giovanna di Napoli). В них заметны попытки Эррико Петреллы следовать новым тенденциям итальянской и зарубежной музыки. Внутренний поиск композитора особенно проявился в опере «Обручённые» (итал. I promessi sposi), написанной в том же 1869 году по либретто Антонио Гисланцони на основе известного романа Алессандро Мандзони. Писатель присутствовал на премьере оперы 2 октября 1869 года в Театро сочиале в Лекко. Одними из последних опер Эррико Петреллы стали «Манфред» (итал. Manfredo) в 1870 году и «Бьянка Орсини» (итал. Bianca Orsini) в 1875 году. В них композитору удалось посредством музыки мастерски передать внутреннее эмоциональное состояние героев.
Последние годы он жил в бедности, растратив состояние на женщин и яркую жизнь. Заболев сахарным диабетом, Эррико Петрелла умер 7 апреля 1877 года, в Альбаро, бывшем в то время пригородом Генуи. Почитавший талант коллеги, Джузеппе Верди выслал деньги на достойные похороны. Тело композитора было перевезено из Генуи в Палермо и захоронено в его родном городе.

## Творческое наследие
Эррико Петрелла был одним из последних представителей неаполитанской оперной школы. Им были написаны в общей сложности 25 опер, в том числе оперы-сериа, серьезные и смешные, две из которых остались незавершенными.